# Игра на понижение (фильм)
«Игра на понижение» (англ. The Big Short) — фильм Адама Маккея, посвящённый событиям ипотечного финансового кризиса 2007—2008 годов. Сценарий фильма основан на книге Майкла Льюиса «Большая игра на понижение. Тайные пружины финансовой катастрофы». Главные роли сыграли Кристиан Бейл, Райан Гослинг, Стив Карелл и Брэд Питт. Дебютный показ состоялся в рамках фестиваля AFI Fest 22 сентября 2015 года.
Сюжет картины посвящён тому, как несколько финансовых аналитиков и сотрудников хедж-фондов на Уолл-Стрит смогли предсказать развитие событий кризиса и сыграли на понижение курса ипотечных облигаций, заработав состояние. Картина получила высокие оценки критики за глубину раскрытия темы и умелый баланс художественных достоинств с достаточно правдоподобным изложением рыночных и экономических механизмов, лежавших в основе экономического коллапса.
Премия «Оскар» за лучший адаптированный сценарий (Чарльз Рэндольф, Адам Маккей) и ещё 4 номинации, в том числе за лучший фильм. Премия BAFTA за лучший адаптированный сценарий.

## Сюжет
Действие картины начинается в 2005 году. Чудаковатый финансовый управляющий хедж-фондом Scion Capital Майкл Бьюрри (Кристиан Бейл) предчувствует, что американский рынок ипотечных кредитов может скоро лопнуть. В связи с этим он страхует около миллиарда долларов своих клиентов через кредитный дефолтный своп. Клиенты фонда Бьюрри волнуются, ведь рынок кредитов представлялся весьма стабильным, но тот твёрдо стоит на своём. Уолл-стрит замечает эту странную активность и вскоре несколько финансистов догадываются, что опасения Бьюрри имеют под собой основания. Более того, сыграв на понижение, можно хорошо заработать.
Разрабатывать тему независимо начинают: агентство Front Point и молодые инвесторы Чарли Геллер и Джейми Шипли. Руководитель Front Point Марк Баум (Стив Карелл), по наводке трейдера Deutsche Bank Джареда Веннета (Райан Гослинг), пытается понять природу проблемы. Веннет привлекает внимание к CDO. Эти транши облигаций уже давно не соответствуют тому рейтингу, который им присваивают без должной проверки. Обычная практика на рынке: смешивать бумаги с рейтингом «A» и «мусорные» «B» и всему портфелю облигаций присваивать высший рейтинг. Баум и его люди лично отправляются в пригороды Майами, дабы на местах проверить то, что рынок ипотечных кредитов действительно перегрет и дефолт возможен в ближайшем будущем. Поговорив с местными жителями и риэлторами, Баум понимает, что ситуация действительно угрожающая. Массовые невыплаты по кредитам только вопрос времени. Геллер и Шипли также приходят к идее свопов и контактируют с отошедшим от дел брокером Беном Рикертом (Бред Питт). Через него они выходят на Deutsche Bank и заключают сделки со свопами. Тем временем Баум узнаёт о синтетических CDO, представляющих собой финансовую пирамиду, на существование которой закрывают глаза контролирующие органы.
Front Point, Геллер и Шипли приобретают свопы на крупные суммы, предполагая, что, когда облигации ипотечных займов упадут в цене, они зашортят свои сделки и с лихвой вернут вложения. Приходит 2007 год и предсказания начинают сбываться. По стране поднимается волна невозвратов по ипотеке, тем не менее, облигации, подкрепляющие долговые обязательства, пока в цене не падают. Пытаясь разобраться в этом парадоксе, Баум посещает офис Standard & Poor’s. Почему рейтинговое агентство упорно продолжает присваивать сомнительным портфелям бумаг рейтинги уровня AAA? Сотрудница агентства объясняет, что они вынуждены так поступать, иначе банки уйдут к конкурентам и всё равно получат необходимый рейтинг там. Обвал курса ценных бумаг начинается только тогда, когда на волне кризиса разоряются Bear Stearns и Lehman Brothers. Один за другим герои картины начинают избавляться от своих свопов с большой выгодой. Марк Баум в последний момент начинает сомневаться, ведь средства, которые он получит — деньги простых людей, за счёт которых устраняют последствия кризиса. Тем не менее, он закрывает сделку.

## В ролях
| Актёр          | Роль           |
| -------------- | -------------- |
| Кристиан Бейл  | Майкл Бьюрри   |
| Брэд Питт      | Бен Рикерт     |
| Райан Гослинг  | Джаред Веннетт |
| Стив Карелл    | Марк Баум      |
| Карен Гиллан   | Эви            |
| Мелисса Лео    | Джорджия Хейл  |
| Мариса Томей   | Синтия Баум    |
| Трейси Леттс   | Лоуренс Филдс  |
| Джереми Стронг | Винсент Дэниел |

| Актёр            | Роль           |
| ---------------- | -------------- |
| Хэмиш Линклейтер | Портер Коллинз |
| Байрон Манн      | Винг Чоу       |
| Селена Гомес     | камео          |
| Рейф Сполл       | Дэнни Мозес    |
| Финн Уиттрок     | Джейми Шипли   |
| Макс Гринфилд    |                |
| Марго Робби      | камео          |
| Джон Магаро      | Чарли Геллер   |

## Сценарий

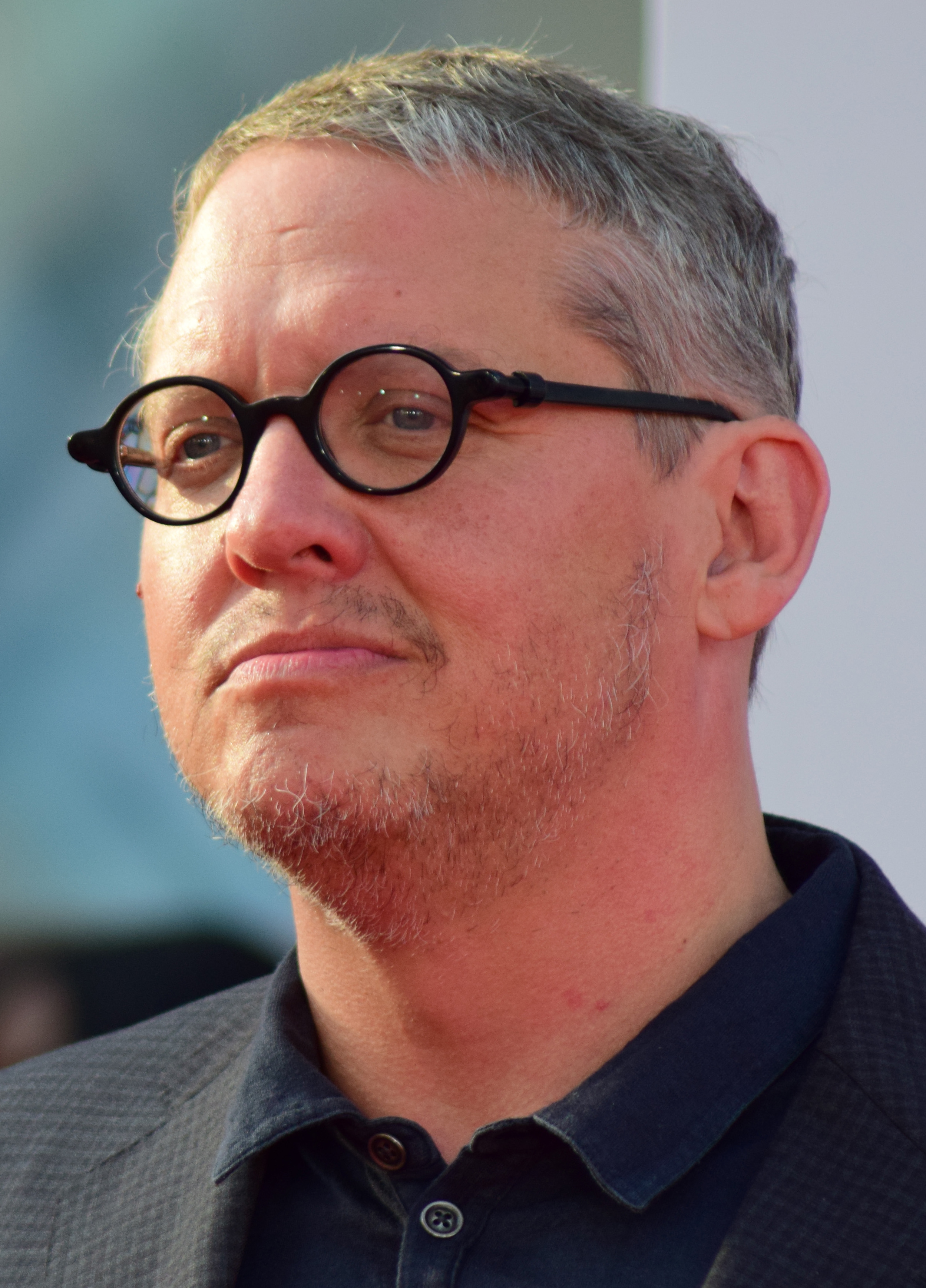
Режиссёр картины Адам Маккей

Майкл Льюис в интервью отмечал, что никогда не понимал причин внимания к его книгам в Голливуде. Признание к нему как к автору, стоящему экранизации, пришло после кассового успеха картины «Невидимая сторона», по книге «The Blind Side: Evolution of a Game» (en). В 2010 году свет увидело документальное исследование Льюиса «Большая игра на понижение. Тайные пружины финансовой катастрофы», которое вскоре стало бестселлером. Книгу прочитал Адам Маккей и рекомендовал студии Paramount Pictures рассмотреть возможность экранизации. Маккей, больше известный по комедиям, причём ориентированным на аудиторию с невзыскательным вкусом, неожиданно выбрал серьёзную тему, как своеобразный вызов самому себе. Особенно Маккею понравился финальный поворот сюжета, когда герои осознают то, что сделали ставку против устоев всей экономики, основы существования, в известном смысле, против самих себя.
В 2013 студия Paramount приобрела права на книгу и передала продюсирование будущей картины Брэду Питту и его студии Plan B Entertainment. У Брэда уже был положительный опыт экранизации произведений Льюиса в аналитической картине «Человек, который изменил всё» и он сразу согласился. В марте 2014 Адам Маккей был официально привлечен в проект в качестве режиссёра. Чарльз Рэндольф стал его соавтором сценария в будущем проекте.
Работа над сценарием заняла около 6 месяцев. Рэндольф при создании персонажей вдохновлялся настроением ранних комедий Милоша Формана и картины «Хвост виляет собакой». Сюжет книги был значительно переработан, появилась часть с событиями во Флориде (которой не было в книге). Финансовая составляющая была упрощена, но не слишком. Такая сцена, где Джаред Венетт объясняет коллегам при помощи башни Дженга механизм пирамиды ИЦБ, как заметил сценарист, в фильме может быть только одна. Главные герои ленты профессионалы, которые и так знакомы с функционированием рынка ценных бумаг. Объяснение делается для зрителя, но злоупотреблять такими лекциями в игровом фильме нежелательно. Обнаружив в книге Льюиса массу сносок-пояснений для терминов, Маккей решил добавить в канву сюжета отступления-врезки в исполнении приглашенных звезд.

## Создание
Подбор актеров прошёл быстро — всего за три недели были получены подтверждения от всех. В картине оказалось занято четыре лауреата премии «Оскар» (Бейл, Мелисса Лео, Томей, Питт) и два номинанта (Гослинг и Карелл). В январе 2015 года студия официально сообщила, что подбор актёров и локаций для натуры завершён, и подтвердила возможность начала съёмок картины через месяц. Съёмки картины начались 18 марта 2015 года, прошли примерно за 50 дней, большей частью в Новом Орлеане. Отдельные эпизоды были запечатлены в Нью-Йорке и Лас-Вегасе. Интерьер офиса Lehman Brothers был воссоздан в вестибюле здания Управления финансовых услуг штата Нью-Йорк, в Манхэттене.
Оператор Барри Эйкройд отметил, что хотел снять её «не слишком красиво и не слишком вычурно», придерживаясь заданного режиссёром документального подхода и тона чёрной комедии. Картина снималась на плёнку, в формате Super-35 на оборудовании Panavision, с объективом типа Angenieux (en) 24-290mm со сферическими линзами (в некоторых эпизодах 17-80mm и 15-40mm), кадр в соотношении сторон 2,35:1. Для наездов и эффекта съёмки с рук, которые так любит Эйкройд, использовалась специально разработанная Panavision камера, которая была впервые применена ещё для картины «Последнее лицо».
Маккей, заметив, что весь его актёрский ансамбль слишком хорошо выглядит, заявил, что в этом фильме они не будут кинозвездами. Больше всего усилий режиссёра потребовал образ Майкла Бьюри. Этот персонаж — единственный, сохранивший имя своего реального прообраза, и по сюжету он находится в некотором вакууме, не общаясь с другими главными действующими лицами. С Кристианом Бейлом режиссёр работал над образом около 10 дней. Незадолго перед съёмками Бейл сильно повредил себе колено и еле двигался. В одной из первых сцен ему нужно было сыграть на ударной установке одну из композиций группы Pantera, демонстрируя эксцентричные увлечения финансового гения. Актёр справился со сложной сценой. Майкл Бьюри, консультировавший создателей, прислал Кристиану Бейлу свою одежду, чтобы тот выглядел аутентично в кадре. По требованию режиссёра, Стив Карелл набрал около 20 фунтов веса (8 кг). Райан Гослинг вставил темные контактные линзы и «испортил» причёску. Стилистам также пришлось поработать над прической Брэда Питта, образ которого был дополнен бородой.
Финансовым консультантом картины стал журналист Адам Дэвидсон (en). Маккей, опасаясь того, что картина останется слишком сложной для понимания рядового зрителя, договорился с киностудией о бо́льшем количестве тестовых просмотров с фокус-группами, чем это бывает обычно. Всего их было проведено шесть. Первый вариант режиссёрского монтажа был продолжительностью 150 минут. После работы с фокус-группами продолжительность сократили до 130 минут.
Премьера и ограниченный просмотр состоялись в рамках кинофестиваля AFI Fest 22 сентября 2015 года. В широкий прокат картина вышла 11 декабря.

## Критика
Как отметил Эндрю Баркер из Variety, трудно представить, что один и тот же режиссёр снял «Копы в глубоком запасе», «Телеведущего» и «Игру на понижение». Впрочем, памятуя о предыдущих работах режиссёра, большинство специалистов отнесло её к жанру комедии, отражающей общий тренд Голливуда с юмористическим подходом к серьёзным и даже трагическим темам. Питер Трэверс (Rolling Stone) даже назвал её комедией-катастрофой.

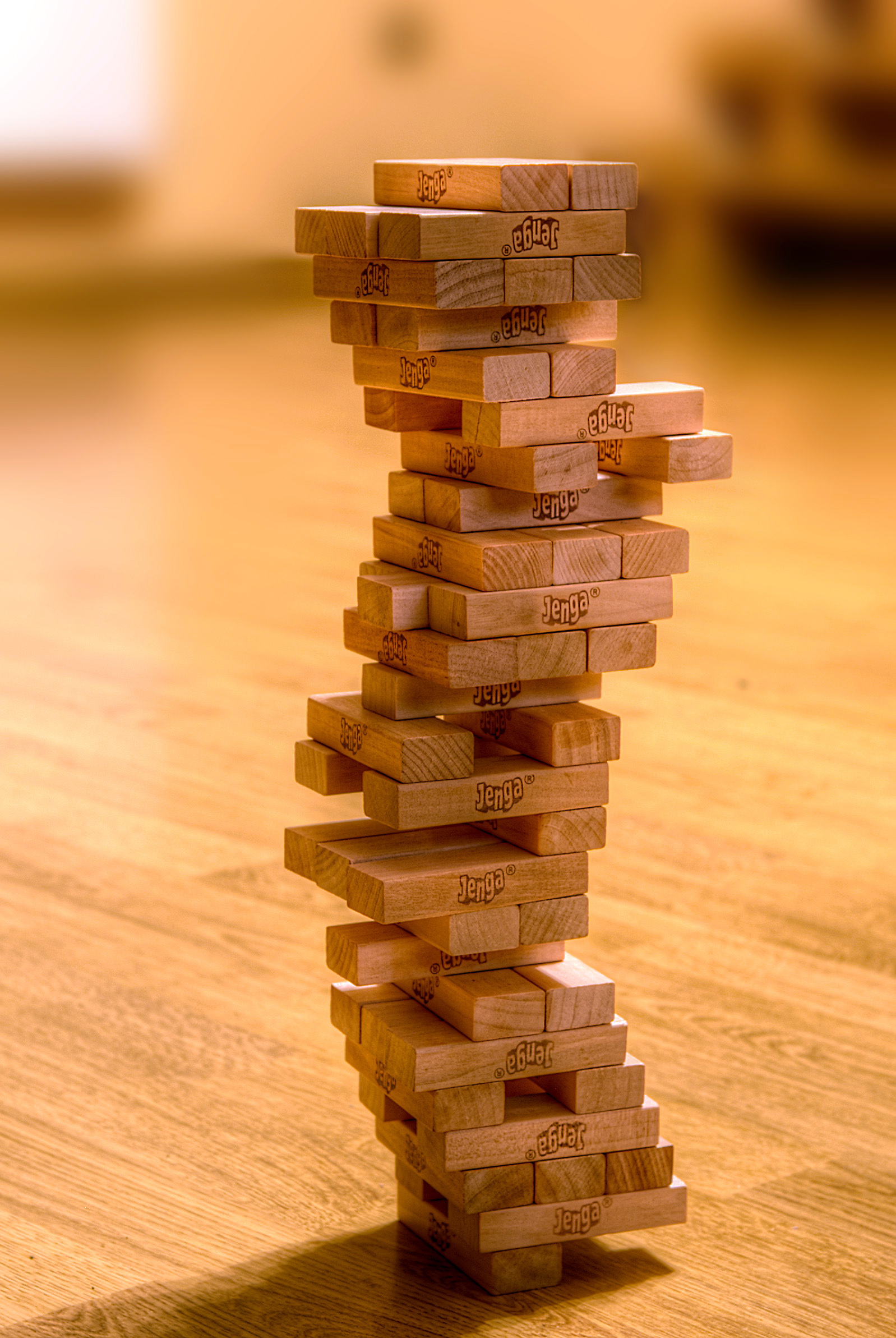
Башня Дженга — одна из использованных в картине аналогий, помогающая понять суть пирамиды ипотечных ценных бумаг

Картина была высоко оценена большинством критиков, заняв достойное место в новом поколении лент об истории финансового кризиса 2007—2008, вышедших после 2010 года. Она не является такой «развязной», как «Волк с Уолл-стрит», хотя и не столь аналитической, как строго документальная «Инсайдеры», сохраняя баланс с развлекательным началом. Джеймс Берардинелли выделил «хирургическую точность», с которой создатели обнажают внутренние механизмы, приведшие к катастрофе. Серьёзный, аналитический разбор кризиса заканчивается необычным для современного игрового кино открытым финалом. Главные герои выиграли свои ставки, но выиграли за счёт простых людей. Те, кого условно можно отнести к «негодяям», остались ненаказанными.

Однако достижение «Игры на понижение» в том, что мистер Маккей не просто подчеркивает мораль истории диалогами. Концовка картины с её резкой сменой тона со вздоха облегчения на вздох разочарования и неожиданное изменение настроения музыки на мрачную … все вместе создаёт волну почти невыносимого отвращения
Оригинальный текст (англ.)but the achievement of “The Big Short” is that Mr. McKay doesn’t only underline the moral of the story in dialogue. The film’s final images, its abrupt shift in tone from exhilaration to exhaustion, its suddenly downbeat music … all combine to trigger a climactic wave of almost unbearable disgust.

— Энтони Скотт
Фильм соткан из противоречий, которые начинаются с оригинального названия картины, содержащего оксюморон. Основные события развиваются темпераментно и в высоком темпе. Сложные для понимания действия героев, игра на бирже, упоминания финансовых инструментов перемежаются эпизодами из личной жизни героев, вставками своеобразного «белого шума» современной поп-музыки, нарезок клипов. Критик Энтони Скотт (NY Times) сравнил сюжет картины с психоделическим трипом. Находка создателей — остановки в рваном повествовании, когда герои неожиданно останавливаются и сквозь «четвертую стену» обращаются к зрителям: «а на самом деле все было не совсем так». Оператор придерживается необычного подхода, стилизованного под любительскую съёмку, хотя и без модной дрожащей камеры. Фокус в мизансцене постоянно переходит с одного героя на другого, неожиданно происходит наезд, словно оператор не определился, что ему показывать.
Главная трудность, с которой столкнулись создатели — это необходимость донести сложные экономические понятия, без которых невозможно разобраться в интриге картины, до неподготовленного зрителя. «Облигации не особенно фотогеничны», но создатели картины сделали всё, что смогли. Им пришлось искать нестандартный подход, чтобы «Игра на понижение» не превратилась в нудную лекцию по экономике. Приглашённые звёзды поясняют механизм работы вторичных финансовых инструментов на простых аналогиях: пенная ванна (финансовый пузырь), уха второй свежести (портфель ценных бумаг с разным рейтингом) и игра в казино (ставки на CDO) (Марго Робби, Селена Гомес, Энтони Бурден, Ричард Талер). Отдельных негативных отзывов заслужило чрезмерное морализаторство в комментариях, а также излишний пафос в концовке, в которой авторы без всякого иносказания преподносят мораль картины.
Центральных персонажей формально можно отнести к положительным героям, но зритель не испытывает к ним сочувствия — они всего лишь хладнокровные дельцы. В картине счастливый конец, все ведущие персонажи остались в прибыли, но зритель испытывает противоречивые ощущения. По мнению критика NY Daily News, главные герои — представители редкого класса симпатичных злодеев Актёрский ансамбль заслужил, в целом, высокие оценки. Всем актерам центральных персонажей удалось создать запоминающихся героев. Критики особо выделили игру Стива Карелла, создавшего глубокий образ Марка Баума, ощущающего моральную ответственность за всё происходящее.

## Награды
| Премия                                        | Категория                                                         | Номинанты | Результат |
| --------------------------------------------- | ----------------------------------------------------------------- | --- | --------- |
| Оскар                                         | Лучший фильм                                                      | Деде Гарднер, Джереми Клейнер, Брэд Питт | Номинация |
| Оскар                                         | Лучшая режиссёрская работа                                        | Адам Маккей | Номинация |
| Оскар                                         | Лучший актёр второго плана                                        | Кристиан Бейл | Номинация |
| Оскар                                         | Лучший адаптированный сценарий                                    | Адам Маккей и Чарльз Рэндольф | Победа    |
| Оскар                                         | Лучший монтаж                                                     | Хэнк Корвин | Номинация |
| Премия Американской ассоциации монтажёров     | Лучший монтаж полнометражного комедийного или музыкального фильма | Хэнк Корвин | Победа    |
| Премия Американского института киноискусства  | 10 лучших фильмов года                                            | The Big Short | Победа    |
| Премия Общества по подбору актеров            | Big Budget — Comedy                                               | Francine Maisler и Meagan Lewis | Победа    |
| BAFTA                                         | Лучший фильм                                                      | Деде Гарднер, Джереми Клейнер, Брэд Питт | Номинация |
| BAFTA                                         | Лучший режиссёр                                                   | Адам Маккей | Номинация |
| BAFTA                                         | Лучший адаптированный сценарий                                    | Адам Маккей и Чарльз Рэндольф | Победа    |
| BAFTA                                         | Лучшая мужская роль второго плана                                 | Кристиан Бейл | Номинация |
| BAFTA                                         | Лучший монтаж                                                     | Хэнк Корвин | Номинация |
| Critics' Choice Movie Awards                  | Лучший фильм                                                      | The Big Short | Номинация |
| Critics' Choice Movie Awards                  | Лучшая комедия                                                    | The Big Short | Победа    |
| Critics' Choice Movie Awards                  | Лучший монтаж                                                     | Хэнк Корвин | Номинация |
| Critics' Choice Movie Awards                  | Лучший комедийный актёр                                           | Кристиан Бейл | Победа    |
| Critics' Choice Movie Awards                  | Лучший комедийный актёр                                           | Стив Карелл | Номинация |
| Critics' Choice Movie Awards                  | Лучший адаптированный сценарий                                    | Адам Маккей и Чарльз Рэндольф | Победа    |
| Critics' Choice Movie Awards                  | Best Acting Ensemble                                              | Кристиан Бейл, Стив Карелл, Райан Гослинг, Мелисса Лео, Хэмиш Линклейтер, Джон Магаро, Брэд Питт, Рейф Сполл, Джереми Стронг, Мариса Томей, Финн Уиттрок   | Номинация |
| Премия Гильдии режиссёров Америки             | Лучший режиссёр                                                   | Адам Маккей | Номинация |
| Империя                                       | Лучший сценарий                                                   | Адам Маккей и Чарльз Рэндольф | Победа    |
| Золотой глобус                                | Лучший фильм — комедия или мюзикл                                 | The Big Short | Номинация |
| Золотой глобус                                | Лучшая мужская роль — комедия или мюзикл                          | Кристиан Бейл | Номинация |
| Золотой глобус                                | Лучшая мужская роль — комедия или мюзикл                          | Стив Карелл | Номинация |
| Золотой глобус                                | Лучший сценарий                                                   | Адам Маккей и Чарльз Рэндольф | Номинация |
| Hollywood Film Awards                         | Режиссёрский прорыв                                               | Адам Маккей | Победа    |
| Houston Film Critics Society Awards           | Лучший фильм                                                      | The Big Short | Номинация |
| Indiana Film Journalists Association Awards   | Лучший фильм                                                      | The Big Short | Номинация |
| Indiana Film Journalists Association Awards   | Лучший режиссёр                                                   | Адам Маккей | Номинация |
| Indiana Film Journalists Association Awards   | Лучший адаптированный сценарий                                    | Адам Маккей и Чарльз Рэндольф | Runner-up |
| Indiana Film Journalists Association Awards   | Лучшая мужская роль второго плана                                 | Кристиан Бейл | Номинация |
| Indiana Film Journalists Association Awards   | Лучшая мужская роль второго плана                                 | Стив Карелл | Номинация |
| Los Angeles Film Critics Association          | Лучший монтаж                                                     | Хэнк Корвин | Победа    |
| MTV Movie Awards                              | Фильм, основанный на реальных событиях                            | The Big Short | Номинация |
| Премия Национального совета кинокритиков США  | Лучший актёрский состав                                           | Кристиан Бейл, Стив Карелл, Райан Гослинг, Мелисса Лео, Хэмиш Линклейтер, Джон Магаро, Брэд Питт, Рейф Сполл, Джереми Стронг, Мариса Томей, и Финн Уиттрок | Победа    |
| Премия Гильдии продюсеров США                 | Best Theatrical Motion Picture                                    | Деде Гарднер, Джереми Клейнер, и Брэд Питт | Победа    |
| San Francisco Film Critics Circle             | Лучший монтаж фильма                                              | Хэнк Корвин | Номинация |
| Спутник                                       | Лучший фильм                                                      | The Big Short | Номинация |
| Спутник                                       | Лучшая мужская роль второго плана                                 | Кристиан Бейл | Победа    |
| Премия Гильдии киноактёров США                | Outstanding Performance by a Male Actor in a Supporting Role      | Кристиан Бейл | Номинация |
| Премия Гильдии киноактёров США                | Outstanding Performance by a Cast in a Motion Picture             | Кристиан Бейл, Стив Карелл, Райан Гослинг, Мелисса Лео, Хэмиш Линклейтер, Джон Магаро, Брэд Питт, Рейф Сполл, Джереми Стронг, Мариса Томей, и Финн Уиттрок | Номинация |
| USC Scripter Award                            | Лучший адаптированный сценарий                                    | Адам Маккей и Чарльз Рэндольф | Победа    |
| Washington D.C. Area Film Critics Association | Лучший актёрский состав                                           | Кристиан Бейл, Стив Карелл, Райан Гослинг, Мелисса Лео, Хэмиш Линклейтер, Джон Магаро, Брэд Питт, Рейф Сполл, Джереми Стронг, Мариса Томей, и Финн Уиттрок | Победа    |
| Премия Гильдии сценаристов США                | Лучший адаптированный сценарий                                    | Адам Маккей и Чарльз Рэндольф | Победа    |

## Суть сделки
Основная интрига построена вокруг того, что главный герой строит достаточно точный прогноз на цену по ИЦБ, так как финансовая пирамида, построенная на этих ценных бумагах, рано или поздно рухнет. Он ставит против ценных бумаг, считавшихся устоями рынка. Практика выдачи субстандартных кредитов с плавающей ставкой без должной проверки кредитной истории стала повсеместной. Объединение рискованных бумаг в транши CDO, рейтинг которых не проходит должной проверки. Наблюдая появление на рынке ещё более рискованных, так называемых синтетических CDO, герои только убеждаются в своей правоте.
Майкл Бьюри и другие трейдеры в фильме делают, как в казино или букмекерской конторе, ставку на падение цены, то есть «на понижение», играя на бирже на стороне «медведей». Механизм, используемый при игре на понижение («шорт»), является обратным по отношению к обычной спекулятивной перепродаже ценных бумаг. Трейдер, знающий, что цена будет падать, берёт ценные бумаги в долг у брокера, продаёт на рынке и ждёт снижения цены. Когда цена, наконец, падает, он покупает их и оставляет разницу себе (закрывает сделку). Трейдеру выгодно это сделать, когда цена упадёт до самого низкого уровня.
Бьюри мог и непосредственно приобрести акции (причем сделку он осуществлял не на свои деньги, а на средства клиентов своего фонда), но он использовал механизм кредитного дефолтного свопа (CDS). Данный дериватив страхует сделку. При этом покупатель (Бьюри) оплачивает не всю сумму приобретаемых ценных бумаг, а только возрастание в цене предмета сделки, если оно произойдёт, так называемые premiums (англ.). Банк, предоставивший CDS, уверен в том, что цена бумаг не упадет, и соглашается (в реальности, CDS по отношению к ипотечным ценным бумагам не существовали на рынке и возникли только после того, как Бьюри проявил к ним интерес). Риск состоит в том, что если цена на бумаги вместо падения будет расти, то по условиям контракта ему постоянно придётся покрывать разницу и рано или поздно у него не хватит наличности. Об этом и беспокоятся клиенты хедж-фонда Майкла Бьюри. В итоге все расходы Бьюри и других игроков на понижение оказываются оправданы. Бьюри вернул вложения с прибылью 489 %. Обращает внимание и то, что Бьюри обратился за сделкой CDS именно в Deutsche Bank и Goldman Sachs. Он учёл то, что многие финансовые институты пострадают от кризиса и не смогут с ним расплатиться — выбранные им банки не были столь тесно связаны с рынком ипотечных бумаг и, скорее всего, остались бы на плаву.

## Достоверность и значение
Майкл Льюис считал, что появление фильма по столь сложной для восприятия книге — возможность донести для более широкой аудитории важные уроки, которые все должны извлечь из недавнего кризиса.

Недостаточно объяснить сложные понятия читателю, читатель должен захотеть их понять. Если понятия очень сложные, читателю должно быть жизненно необходимо их понять
Оригинальный текст (англ.)It’s never enough to explain complicated things to a reader; the reader needs first to want to know about them. If the thing is seriously complicated, the reader must very badly want to know about it— Майкл Льюис 
Газета Guardian назвала изображение событий достаточно убедительным и исторически достоверным. По сравнению с «Пределом риска», фильм Маккея рассматривает более широкий спектр событий, персон и организаций, повлиявших и вовлечённых в кризис. Эксперт Wall Street Journal Грег Ип отметил, что фильм интересен и полезен, хотя изображённая им картина не совсем полна. Мораль картины и её изобличающий посыл направлены на несправедливость, связанную с тем, что банки, попустительствовавшие коллапсу экономики, не были наказаны, а были взяты на поруки государством за счет налогоплательщиков. Между тем, для специалистов гораздо важнее не то, что пузырь лопнул, а то, как пузырь сформировался. Эти сложные макроэкономические процессы (низкая процентная ставка ФРС, конъюнктура мирового рынка) вряд ли можно отобразить в игровом фильме, но именно их анализ по-настоящему важен для предотвращения будущих кризисов. В картине (и в книге) не упоминается тот, кто заработал (также на CDS) больше всех на кризисе — миллиардер Джон Полсон (en), хотя его история также весьма поучительна.
Майкл Льюис отметил то, что фильм рассказал лишь о небольшой части глобальной проблемы. Финансовый обозреватель Холман Дженкинс подверг картину глубокой критике, заметив, что у крупных банков так называемые «токсичные» ипотечные активы, составляли всего около 2 % от всего портфеля, и одних только этих активов было недостаточно, чтобы нанести такой удар по системе. Изображённая в картине близорукость СМИ, которые, вступив в сговор с банками, не замечали надвигающуюся катастрофу, не соответствует реальности. Wall Street Journal и другие издания писали о надувающемся пузыре ещё с 2004 года. Обозреватель Forbes Стив Дэннинг, полемизируя с коллегами, отметил высокую достоверность фильма, правильно расставленные акценты. Подобные фильмы повышают бдительность и привлекают внимание к тому, что раньше оставалось в тени.